# Petrificus Totalus
Petrificus Totalus is in de boekenreeks van J.K. Rowling over Harry Potter een toverspreuk om mensen te laten verstijven.

## Gebruik
De spreuk wordt het eerste gebruikt door Hermelien Griffel in Harry Potter en de Steen der Wijzen op Marcel Lubbermans wanneer hij weigert opzij te gaan voor Ron, Harry en Hermelien. Volgens Marcel leveren de drie te veel problemen op voor Griffoendor.
In Harry Potter en de Halfbloed Prins gebruikt Draco Malfidus de spreuk op Harry Potter in de Zweinsteinexpres. Harry is namelijk Draco aan het afluisteren.

## Vertaling
In het Latijn betekent Petrificare verstijven en Totalus -a -um = helemaal.